# NK Ferdinandovac
Nogometni klub Ferdinandovac hrvatski je nogometni klub iz Ferdinandovca. Trenutačno se natječe u Elitna ŽNL Koprivničko-križevačkoj.

## Povijest kluba
Osnovan je 1948. godine kao Podravac. Prvu utakmicu odigrao je protiv kluba Vilim Galjer iz Prugovca od kojeg je izgubio 7:2. Podravac kasnije mijenja ime u Borac.
U razdoblju od 23. svibnja 2016. do 8. rujna 2019. zabilježio je niz od 44 utakmice bez poraza na domaćem terenu uz 37 pobjeda i 7 nerješenih rezultata.

## Pregled plasmana po sezonama
| Sezona    | Rang | Liga                                                                      | Plasman |
| --------- | ---- | ------------------------------------------------------------------------- | ------- |
| 1974./75. | VII. | II. razred NSP Koprivnica                                                 | 2.      |
| 1975./76. | VI.  | B Liga Nogometnog saveza područja Bjelovar – Sjever                       |         |
| 1976./77. |      |                                                                           |         |
| 1977./78. | V.   | Međuopćinska nogometna liga Đurđevac – Virovitica – skupina Đurđevac      |         |
| 1978./79. | V.   | Nogometna liga ZO Bjelovar                                                | 9.      |
| 1979./80. | VI.  | Međuopćinska nogometna liga Virovitica – Đurđevac                         | 1.      |
| 1980./81. | V.   | Nogometna zona ZO Bjelovar                                                | 10.     |
| 1981./82. | V.   | Nogometna zona ZO Bjelovar                                                | 7.      |
| 1982./83. | V.   | Nogometna zona ZO Bjelovar                                                | 10.     |
| 1983./84. | IV.  | II. regionalna nogometna liga Bjelovar                                    | 13.     |
| 1984./85. | IV.  | II. regionalna nogometna liga Bjelovar                                    | 12.     |
| 1985./86. | IV.  | II. regionalna nogometna liga Bjelovar                                    | 12.     |
| 1986./87. | IV.  | II. regionalna nogometna liga Bjelovar                                    | 10.     |
| 1988./89. | VI.  | Međuopćinska nogometna liga – Sjever (Koprivnica)                         | 3.      |
| 1989./90. | VI.  | Međuopćinska nogometna liga Đurđevac – Koprivnica – Križevci – Virovitica | 5.      |
| 1990./91. | VI.  | Međuopćinska nogometna liga Virovitica – Križevci – Đurđevac – Koprivnica | 4.      |
| 1992.     |      |                                                                           |         |
| 1992./93. |      |                                                                           |         |
| 1993./94. |      |                                                                           |         |
| 1994./95. | IV.  | 4. HNL – Sjever – skupina B                                               | 12.     |
| 1995./96. | V.   | 4. HNL – Sjever – skupina B – Koprivničko-križevačka                      | 5.      |
| 1996./97. | V.   | 4. HNL Koprivničko-križevačka                                             | 6.      |
| 1997./98. | IV.  | 4. HNL Koprivničko-križevačka                                             | 2.      |
| 1998./99. | IV.  | 1. ŽNL Koprivničko-križevačka                                             | 6.      |
| 1999./00. | IV.  | 1. ŽNL Koprivničko-križevačka                                             | 3.      |
| 2000./01. | IV.  | 1. ŽNL Koprivničko-križevačka                                             | 9.      |
| 2001./02. | IV.  | 1. ŽNL Koprivničko-križevačka                                             | 9.      |
| 2002./03. | IV.  | 1. ŽNL Koprivničko-križevačka                                             | 9.      |
| 2003./04. | IV.  | 1. ŽNL Koprivničko-križevačka                                             | 3.      |
| 2004./05. | IV.  | 1. ŽNL Koprivničko-križevačka                                             | 6.      |
| 2005./06. | IV.  | 1. ŽNL Koprivničko-križevačka                                             | 11.     |
| 2006./07. | V.   | 1. ŽNL Koprivničko-križevačka                                             | 11.     |
| 2007./08. | V.   | 1. ŽNL Koprivničko-križevačka                                             | 12.     |
| 2008./09. | V.   | 1. ŽNL Koprivničko-križevačka                                             | 6.      |
| 2009./10. | V.   | 1. ŽNL Koprivničko-križevačka                                             | 5.      |
| 2010./11. | V.   | 1. ŽNL Koprivničko-križevačka                                             | 6.      |
| 2011./12. | IV.  | 1. ŽNL Koprivničko-križevačka                                             | 9.      |
| 2012./13. | IV.  | 1. ŽNL Koprivničko-križevačka                                             | 9.      |
| 2013./14. | IV.  | 1. ŽNL Koprivničko-križevačka                                             | 13.     |
| 2014./15. | V.   | 1. ŽNL Koprivničko-križevačka                                             | 13.     |
| 2015./16. | VI.  | 2. ŽNL Koprivničko-križevačka                                             | 2.      |
| 2016./17. | VI.  | 2. ŽNL Koprivničko-križevačka                                             | 1.      |
| 2017./18. | V.   | 1. ŽNL Koprivničko-križevačka                                             | 2.      |
| 2018./19. | IV.  | 4. NL Bjelovar – Koprivnica – Virovitica                                  | 4.      |
| 2019./20. | IV.  | 4. NL Bjelovar – Koprivnica – Virovitica                                  | 2.      |
| 2020./21. | IV.  | 4. NL Bjelovar – Koprivnica – Virovitica                                  | 2.      |
| 2021./22. | IV.  | 4. NL Bjelovar – Koprivnica – Virovitica                                  | 7.      |
| 2022./23. | V.   | 4. NL Bjelovar – Koprivnica – Virovitica                                  | 6.      |
| 2023./24. | V.   | 4. NL Bjelovar – Koprivnica – Virovitica                                  | 6.      |
| 2024./25. | V.   | Elitna ŽNL Koprivničko-križevačka                                         | 2.      |

## Nastupi u završnicama kupa

### Hrvatski nogometni kup
2020./21.
- pretkolo: Ferdinandovac – Ivančica Ivanec 3:1.
- šesnaestina završnice: Ferdinandovac – Dinamo Zagreb 1:7

2024./25.
- pretkolo: Samobor – Ferdinandovac 10:0

## Vanjske poveznice
- Profil, HNS Semafor